# Lagern (Agrarwirtschaft)

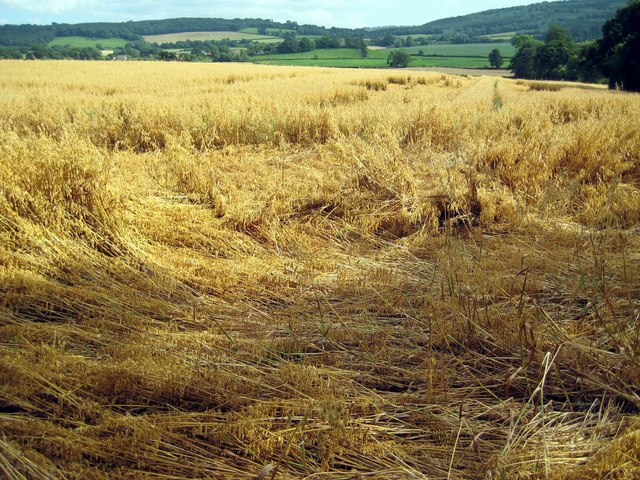
Lagergetreide durch Sturm

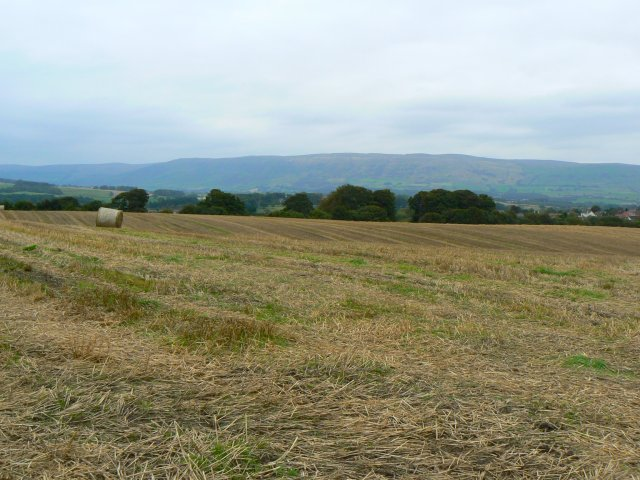
Stoppelfeld nach der Ernte von Lagergetreide

Lagern nennt man in der Agrarwirtschaft das großflächige Umknicken von Ackerfrüchten, insbesondere Getreiden, aber auch von Flachs, Mais oder Kartoffeln. In der Regel schadet dies zwar den Pflanzen nicht, führt aber zu einer deutlich erschwerten Ernte und verminderter Qualität. Die Ernte wird als Lagerfrucht bezeichnet. Moderne Mähmaschinen können lagernde Ackerfrüchte zwar vielfach unproblematisch ernten, umgefallene Pflanzen können nach der Ernte aber häufig nicht mehr zu hochwertigeren Gütern verarbeitet werden.
Zum Lagern kommt es entweder durch zu dicht wachsende Bestände, windiges Wetter oder starke Niederschläge. Ein Stickstoffüberangebot kann die Lagerneigung begünstigen. Begegnen lässt sich der Lagergefahr durch gezielte Züchtung und durch ein bedarfsorientiertes Düngen.
Zudem kommen vor allem in Getreide auch Wachstumsregulatoren zum Einsatz.

## Nachweise
- Agri-Lexikon für Landwirtschaft im Unterricht, information.medien.agrar e. V., 14. Auflage, S. 41, Online
- Lagerfrucht. In: Meyers Konversations-Lexikon. 4. Auflage. Band 18, Verlag des Bibliographischen Instituts, Leipzig/Wien 1885–1892,  S. 571.